# Berthold IV van Zähringen
Berthold IV (ongeveer 1125; 8 december 1186) was hertog van Zähringen en rector van Bourgondië. Hij stichtte talrijke steden, waaronder Freiburg in Zwitserland.

## Leven
Berthold volgde in 1152 zijn vader, Koenraad I van Zähringen, op als hertog von Zähringen en rector van Bourgondië. 
De laatste titel ging echter verloren doordat Frederik I van Hohenstaufen, bijgenaamd Barbarossa, trouwde met Beatrix I van Bourgondië. Ter compensatie ontving Berthold de  voogdijrechten over Genève, Lausanne en Sion. Door rivaliteit gedreven, koos hij ervoor om aan de zijde van Welf VI der Welfen in de Tübinger vete (1164-1166) te vechten tegen de hertog Frederik IV van Zwaben. In 1173 kreeg Berthold de voogdij over Zürich.
Berthold IV was getrouwd met Heilwig van Frohburg. Ze hadden drie kinderen. In 1186 hertrouwde hij met Ida van Boulogne, maar hij stierf datzelfde jaar.

## Kinderen en erven
- Berthold V van Zähringen, laatste hertog van Zähringen
- Agnes, getrouwd met graaf Egino IV van Urach
- Anna, getrouwd  met Ulrich III, graaf van Kyburg

De graven van Kyburg en Urach erfden na de dood van Bertholds V de familiebezittingen van de Zähringers.